# Calvin Goldspink

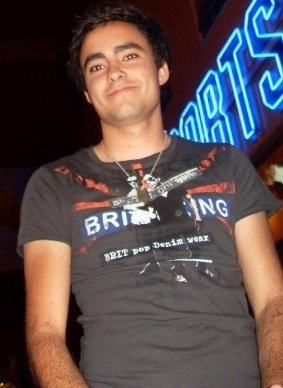
Calvin Goldspink, 2011

Calvin Goldspink (* 24. Januar 1989 in Great Yarmouth) ist ein britischer Schauspieler und Sänger. Bekannt wurde er als Mitglied der englischen Popband S Club 8, die Nachfolger der S Club 7.

## Leben
Goldspink wurde 1989 im ostenglischen Great Yarmouth geboren. Später zog er mit seiner Familie nach Aberdeen in Schottland, wo er die Cults Academy besuchte.
Mit 12 Jahren nahm Calvin an einem Casting des englischen Fernsehsenders BBC teil. Bei diesem Casting wurde eine Vorgruppe für die neue Tournee von S Club 7 gesucht. Rund 12.000 Kinder und Jugendliche nahmen an diesem Casting teil. Calvin schaffte es bis zum Finale und wurde ein Mitglied der achtköpfigen Band S Club Juniors.

### 2001–2005
Nach der Carnival Tour der S Club 7 veröffentlichten S Club Juniors ihre erste Single One Step Closer. Diese platzierte sich auf Platz 2 der englischen Single-Charts. Ende 2002 wurde das erste Studioalbum, Together, veröffentlicht. Together erreichte Platz 5 der englischen Album-Charts und wurde mit Platin ausgezeichnet. Aus diesem Album stammen vier Top-10 Singles. Im Jahr 2003 gingen sie mit den S Clubs wieder auf Tour, die S Club United Tour. Am Ende des Jahres gewannen die Juniors den Titel Best Newcomer bei den Disney Channel Kids Awards.
Nach der Auflösung von S Club wurden die S Club Juniors in S Club 8 umbenannt. Daraufhin wurden ein zweites Album, Sundown, und drei weitere Top 20 Singles veröffentlicht.
Im Jahr 2004 verbrachte die Band drei Monate in Barcelona für die Dreharbeiten der BBC-Serie I Dream. Die Serie wurde zu einem großen Erfolg in England, aber auch in einigen anderen Ländern Europas sowie in Australien. Um die Serie zu promoten, wurde ein neues Album, Welcome to Avalon Heights, veröffentlicht. Die erste Single aus diesem Album war ein Duett zwischen Frankie und Calvin mit dem Titel Dreaming. Dies war ihre letzte Single, bevor sich die Gruppe im Frühjahr 2005 trennte.

### 2007
Im Januar 2007 zog Calvin nach Los Angeles, nachdem er im Sommer 2006, am Lager von Seth Riggs Singing, entdeckt worden war. Er nahm an einem Casting teil und gewann die Rolle des Oliver Bans in der US-Serie Life is wild. Ende Februar 2007 nahm er in Südafrika die 45-minütige Pilotfolge auf. Wenige Zeit später wurde die komplette 13-teilige Serie in Südafrika gedreht.
In Deutschland wurde Life is wild auf dem Sender Sixx ausgestrahlt. Die Zeiträume waren Mai bis August 2010 und August bis Ende Oktober 2010. In der deutschen Version heißt seine Rolle Colin Banks. Seine deutsche Stimme wird von David Turba gesprochen.

### 2009–2012
Anfang 2009 veröffentlichte Calvin auf seiner offiziellen MySpace-Seite seine ersten Solo-Songs. Innerhalb von 14 Tagen wurde seine MySpace-Seite mehr als 100.000 Mal besucht und nach einem Jahr hatten mehr als 650.000 Zugriffe stattgefunden. Die ersten Songs auf seiner MySpace-Seite waren Don't Fail Me, Dance in the rain, Lonely, Bright Lights, Take my hand und Never not beautiful. Die US-Sängerin und Schauspielerin Jessica Simpson schrieb den Song Never not beautiful für Calvin. Zum Manager seiner Musikkarriere wurde Joe Simpson, der Vater von Ashlee und Jessica.
Calvin gab Mitte August 2010 über Twitter bekannt, dass er eine Woche lang in New York gewesen sei und neue Songs aufgenommen habe. Dort arbeitete er mit dem Hit-Maker Claude Kelly zusammen. Dieser steht hinter den Erfolgen der Songs Circus von Britney Spears und My Life Would Suck Without You von Kelly Clarkson. Andere Songs nahm er in London, mit verschiedenen Produzenten, auf. Calvin teilte auf seiner offiziellen Twitter-Seite mit, dass sein Album 2012 veröffentlicht werde.
2011 spielte Goldspink James Middleton, den jüngeren Bruder von Kate Middleton, in dem Film William und Kate – Ein Märchen wird wahr. Der Film behandelt die Liebesgeschichte zwischen Prinz William und Kate Middleton. Die Dreharbeiten begannen am 24. Februar 2011.

## Filmografie
- 2001: S Club Search (Fernsehserie)
- 2002: S Club Juniors: The Story (Fernsehserie)
- 2002: Viva S Club (Fernsehserie)
- 2004: I Dream (Fernsehserie)
- 2007: Life is wild (Fernsehserie)
- 2011: William und Kate – Ein Märchen wird wahr
- 2011: The Pitch

## Auszeichnungen
- Disney Channel Kids Awards 2003 - Best Newcomer